# 정종순
정종순(丁鍾淳, 1955년 1월 9일~)은 대한민국의 정치인이다. 제45대 전라남도 장흥군수이다.

## 학력
- 장흥초등학교 졸업
- 장흥중학교 졸업
- 장흥고등학교 졸업
- 농협대학 농업협동조합과 졸업
- 광주대학교 회계학과 졸업

## 경력
- 2011: 농협중앙회 상무
- 2012. 7.~2013. 12. 농협NH개발 전무이사
- 2013.~ 정책네트워크 내일 실행위원
- 2018. 7.~2022. 6. 제45대 민선 7기 전라남도 장흥군수(초선)

## 범죄전력

### 선거구 영향 모임에 270만원 상당 향응 제공
전라남도 장흥군수로 재직 중이던 정종순은 2018년 10월 29일부터 31일까지 고향을 방문한 동창회 회원 30여명에게 식사비를 대신 납부하는 등 270만원을 전달하여 편의를 제공하였다. 이들 동창회원들은 전국 각지에 살아 직접적인 선거권을 행사할 수는 없었으나, 친인척 등이 장흥군에 거주하여 선거에 영향을 미칠 수 있었다.
2018년 12월 전라남도선거관리위원회는 정종순의 공직선거법 위반 혐의를 포착하여 수사 의뢰하였다.
2019년 7월 5일 광주지방검찰청 장흥지청은 정종순을 공직선거법위반 죄로 불구속 기소하였다.
2019년 8월 27일 광주지방법원 장흥지원 형사합의부는 공직선거법위반 죄로 정종순에게 벌금 80만원을 선고하였다.
검찰이 항소하지 않아 형이 확정되었다.

### 선거구민에게 202만원 상당 금품 제공
2021년 12월 29일부터 2022년 1월 13일 간 정종순 장흥군수는 선거구민 3천436명에게 총 202만원 상당의 마스크를 우편으로 제공하였다. 정종순은 제8회 전국동시지방선거를 앞두고 군민들에게 신년 연하장을 보내면서 시가 590원 상당 마스크를 한 매씩 담았다.
2022년 10월 26일 광주지방법원 장흥지원 형사2부는 공직선거법위반 죄로 정종순에게 벌금 250만원을 선고하였다.

## 역대 선거 결과
|  | 21.04% |

|  | 44.21% |

|  | 42.82% |